# ГЕС Гулпур
ГЕС Гулпур — чинна гідроелектростанція, на півночі Пакистану. Використовуватиме ресурс із річки Кунар, яка в свою чергу є лівою притокою Кабулу (впадає праворуч до Інду).
Введена в експлуатацію в лютому 2020

В межах проекту річку перекриють бетонною гравітаційною греблею висотою 67 метрів та довжиною 205 метрів, яка утримуватиме водосховище з об'ємом 21,9 млн м3. Звідси ресурс через два тунелі завдовжки по 0,15 км з діаметрами 5 метрів спрямовуватиметься машинного залу, розташованого на правому березі Кунару майже за 1 км нижче від греблі (після останньої річка описує петлю).
Основне обладнання станції становитимуть дві турбіни типу Френсіс потужністю по 52 МВт, які працюватимуть при напорі 57 метрів.
Видача продукції відбуватиметься по ЛЕП, розрахованій на роботу під напругою 132 кВ.
Введення станції в експлуатацію заплановане на 2019 рік.